# Siim Sukles
Siim Sukles (nascido a 17 de julho de 1972, em Pärnu) é um dirigente desportivo da Estónia.
Em 2000 ele formou-se no departamento de direito da Veritas, uma escola particular.
Entre 1994 e 1997 ele foi o director executivo da Eesti Olümpiafond. Depois, entre 1997 e 2000 ele foi o director executivo do Comité Olímpico da Estónia. De 2002 a 2012 foi chanceler do Ministério da Cultura e desde 2013 é o Secretário-Geral do Comité Olímpico da Estónia.
Prémios:
- 2012: Ordem de Mérito do Comité Olímpico da Estónia (em estoniano:  EOK teenetemärk)[1]